# 密勒指数

立方晶体中不同晶面的密勒指数

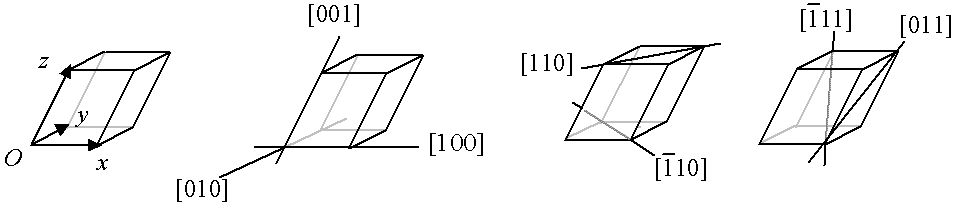
方向的例子

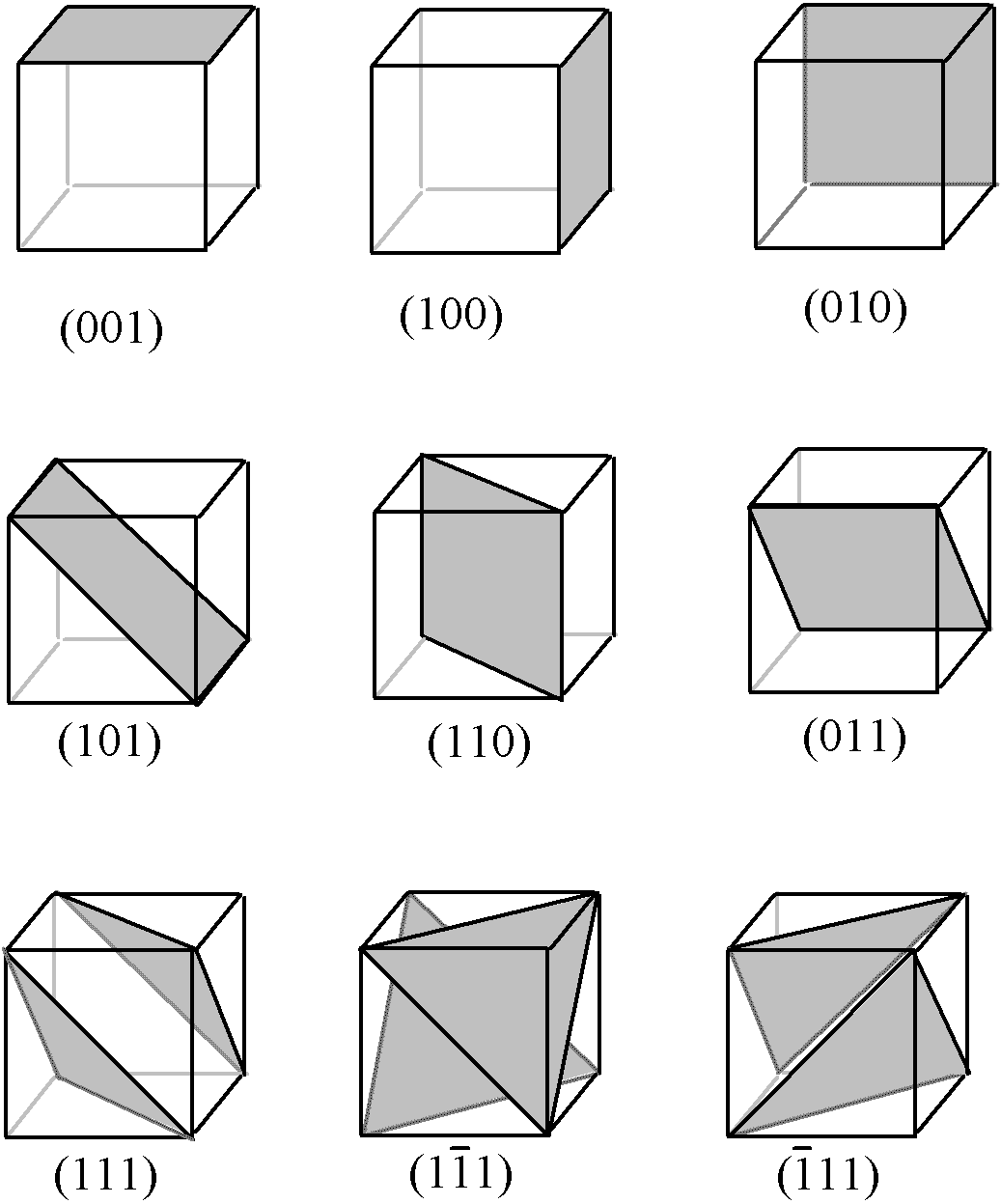
立方晶体中不同晶面的密勒指数

密勒指数（英語：Miller index）是一种用来确定晶体方向的指数，又称晶面指数。要想计算出一个晶面的密勒指数（hkl)需要：
1. 确定该晶面在晶胞坐标轴上的截距(依序為x, y, z軸，通常為長、寬、高)
2. 取这些值的倒数（默认∞的倒数为0）
3. 将这些倒数化作最简整数比
4. 用括号将它们括起

以一个正方体的顶面为例，它在坐标轴上的截距为「+∞(h)，+∞(k)，1(l)」，这样它们的倒数之比就为0:0:1,换句话说，用密勒指数表示就是(001)。密勒指数之所以使用倒数之比就是为了防止正无穷的出现。
对于完全一样的晶面则可以用带花括号的密勒指数来表示，比如在立方晶系中{100}就表示所有的晶面。